# Угольная промышленность

Угольная шахта в разрезе: 1 — штреки; 2 — угольные пласты; 3 — уклон; 4 — ходки; 5 — надшахтные здания стволов; 6 — административно-бытовой комбинат; 7 — склад; 8 — угольный склад; 9 — террикон.

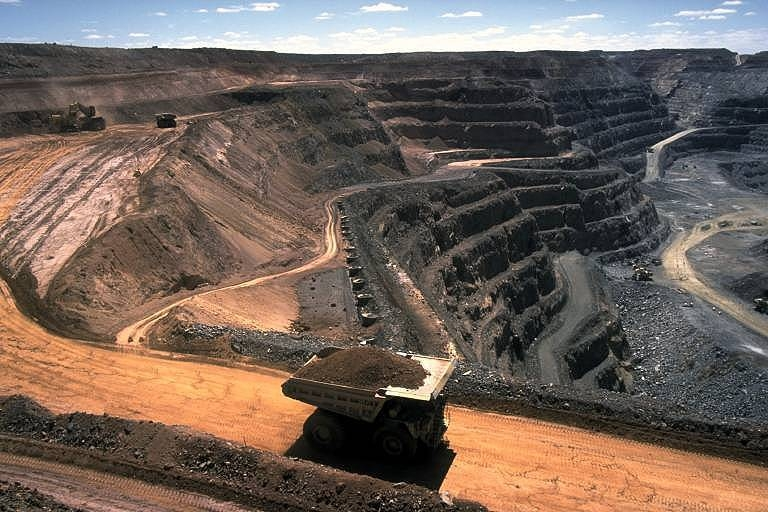
Угольный разрез в Австралии

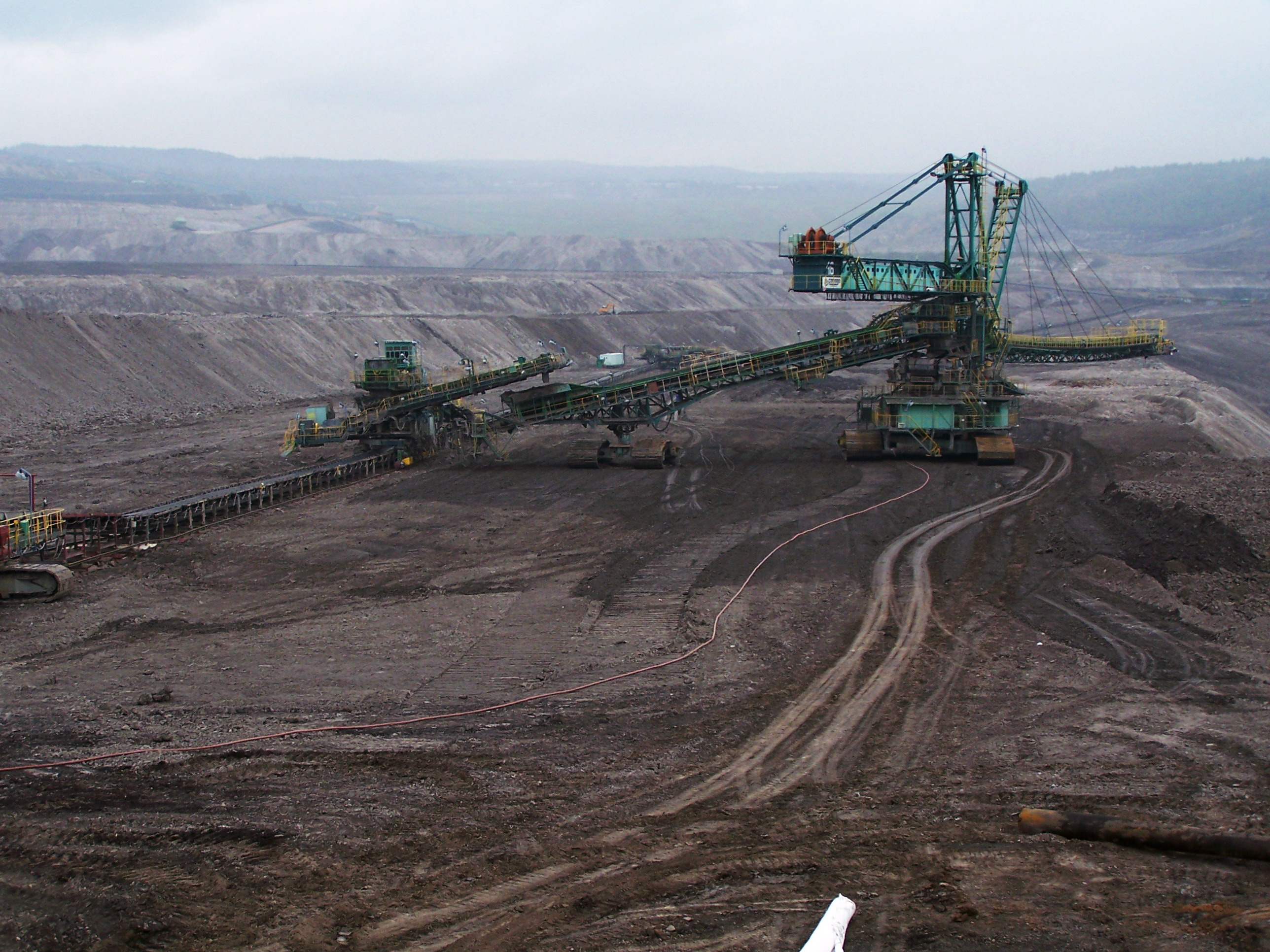
Угольный разрез в Польше

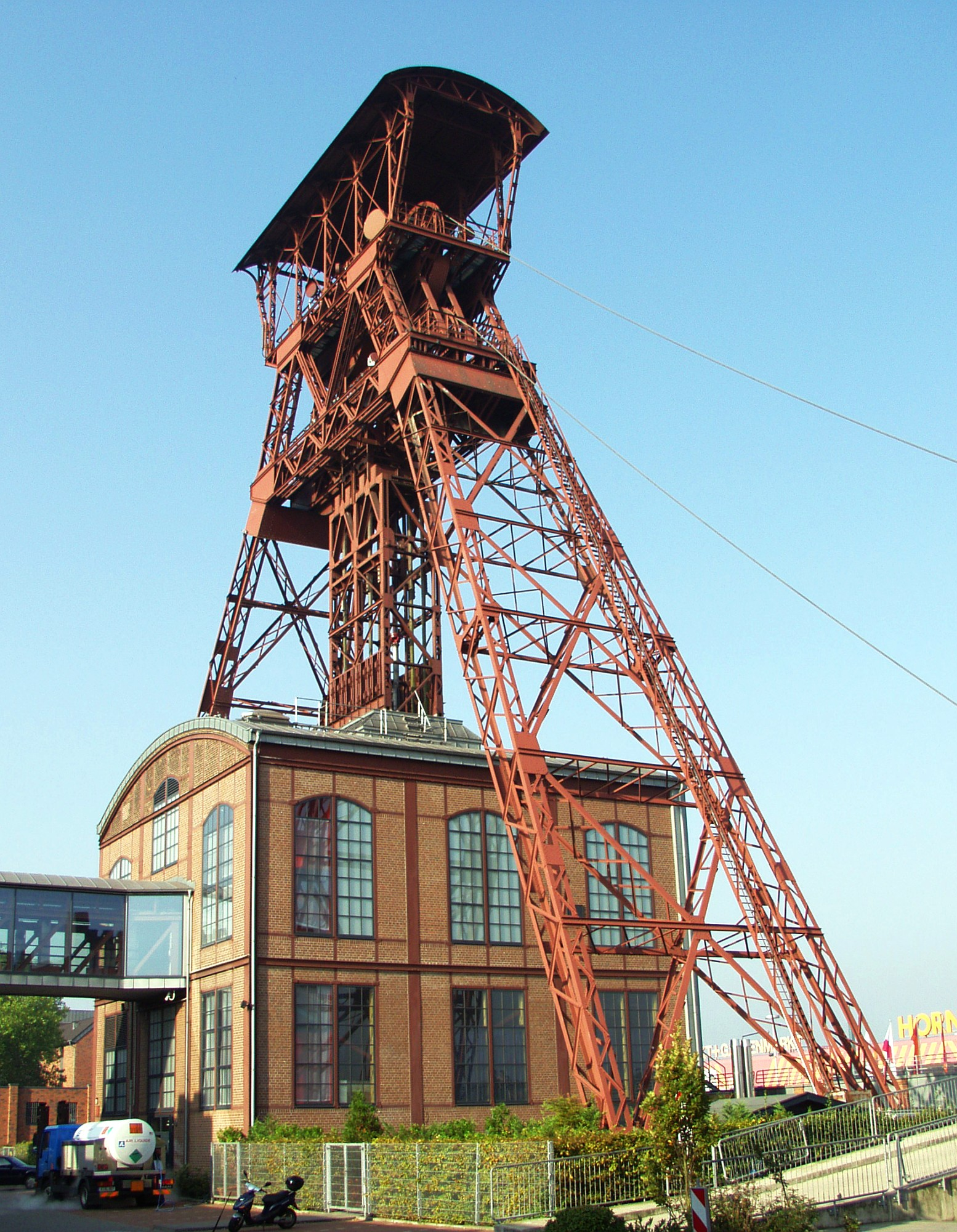
Угольная шахта в Германии

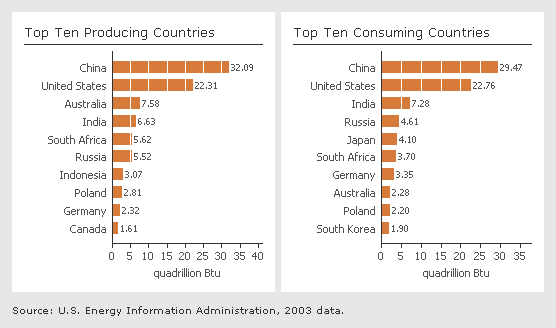

У́гольная промы́шленность — отрасль топливной промышленности, которая включает добычу открытым способом или в шахтах, обогащение и переработку (брикетирование) бурого и каменного угля. 
Способ добычи угля зависит от глубины его залегания. Разработка чаще ведётся открытым способом, который предпочтительнее из-за дешевизны и большей безопасности. Подземный способ применяют, если пласт залегает слишком глубоко. Иногда при углублении разреза (угольного карьера) становится выгоднее вести разработку месторождения подземным способом. 
В России в 2005 году доля угля в энергобалансе страны составляла около 18 процентов (в среднем по миру 39 %), в производстве электроэнергии — немногим более 20 процентов. Доля угля в топливном балансе РАО ЕЭС составила в 2005 году 26 %, а газа — 71 %.

## Шахты
Для извлечения угля с больших глубин используются шахты. Самые глубокие шахты на территории Российской Федерации добывают уголь с глубины более 1100 метров.
В угленосных отложениях на ряду с углём содержатся многие виды георесурсов, обладающих потребительской значимостью. К ним относятся вмещающие породы как сырьё для стройиндустрии, подземные воды, метан угольных пластов, редкие и рассеянные элементы, в том числе редкие металлы и их соединения. Например, некоторые угли обогащены германием.

## Угольный разрез
Угольный карьер, горное предприятие, предназначенное для разработки открытым способом.

## Гидравлическая добыча угля
Применение струй как инструмента разрушения в исполнительных органах очистных и проходческих комбайнов представляет особый интерес. При этом наблюдается постоянный рост в разработке техники и технологии разрушения угля, горных пород высокоскоростными струями непрерывного, пульсирующего и импульсного действия.

## Газификация угля
Современные газогенераторы имеют мощность для твёрдого топлива до 80000 м³/ч и до 60000 м³/ч. Техника газификации развивается в направлении повышения производительности (до 200000 м³/ч) и КПД (до 90 %) путём повышения температуры и давления процесса (до 2000 °C и 10 МПа соответственно).
Проводились опыты по подземной газификации углей, добыча которых по различным причинам экономически не выгодна.

## Сжижение угля
К 1945 году в мире имелось 15 заводов синтеза Фишера-Тропша (в Германии, США, Китае и Японии) общей мощностью около 1 млн т углеводородов в год. Они выпускали в основном синтетические моторные топлива и смазочные масла.
В годы после Второй мировой войны синтезу ФТ уделяли большое внимание во всём мире, поскольку считалось, что запасы нефти подходят к концу, и надо искать ей замену. В 1950 году был пущен завод в Браунсвилле (Техас, США) на 360 тыс. т/г. В 1955 году южноафриканская компания Sasol Limited построила собственное производство, существующее и развивающееся до сих пор. В Новочеркасске с 1952 работала установка мощностью около 50 тыс. т/г, использующая вывезенное из Германии оборудование. Сырьём служил сначала уголь донецкого бассейна, а затем природный газ. Немецкий Co-Th катализатор был со временем заменён на оригинальный, Co-Zr. На заводе была установлена колонна точной ректификации, так что в ассортимент продукции завода входили индивидуальные углеводороды высокой чистоты, в том числе α-олефины с нечетным углеродным номером. Установка работала на Новочеркасском заводе синтетических продуктов вплоть до 1990-х годов и была остановлена по экономическим причинам.
Все эти предприятия в значительной степени заимствовали опыт немецких химиков и инженеров, накопленный в 1930-40-е годы.
Открытие обширных месторождений нефти в Аравии, Северном море, Нигерии, Аляске резко снизило интерес к синтезу ФТ. Почти все существующие заводы были закрыты, единственное крупное производство сохранилось в ЮАР. Активность в этой области возобновилась к 1990-м годам.
В 1990 г компания Exxon запустила опытную установку на 8 тыс. т/г с Co катализатором. В 1992 г южноафриканская компания Mossgas построила завод мощностью 900 тыс. т/г. В отличие от технологии Sasol, в качестве сырья здесь использовался природный газ с шельфового месторождения. В 1993 году компания Shell запустила завод в Бинтулу (Малайзия) мощностью 500 тыс. т/г, используя Co-Zr катализатор и оригинальную технологию «средних дистиллятов». Сырьём служит синтез-газ, получаемый парциальным окислением местного природного газа. В настоящее время Shell строит завод по той же технологии, но на порядок большей мощности в Катаре. Свои проекты в области синтеза ФТ разной степени проработки имеют также компании Chevron, Conoco, BP, ENI, Statoil, Rentech, Syntroleum и другие.

## Угледобыча по странам
| Страны               | 2003   | 2004   | 2005   | 2006   | 2007   | 2008   | 2009   | 2010   | 2011   | 2012   | 2014   | Доля   | Насколько хватит разведанных запасов (лет) |
| -------------------- | ------ | ------ | ------ | ------ | ------ | ------ | ------ | ------ | ------ | ------ | ------ | ------ | ------------------------------------------ |
| Китай                | 1722,0 | 1992,3 | 2204,7 | 2380,0 | 2526,0 | 2782,0 | 3050,0 | 3240,0 | 3520,0 | 3650,0 | 3874,0 | 46,9 % | 38                                         |
| США                  | 972,3  | 1008,9 | 1026,5 | 1053,6 | 1040,2 | 1062,8 | 973,2  | 984,6  | 992,8  | 922,1  | 906,9  | 12,9 % | 245                                        |
| Индия                | 375,4  | 407,7  | 428,4  | 447,3  | 478,4  | 521,7  | 557,6  | 569,9  | 588,5  | 605,8  | 536,5  | 3,9 %  | 105                                        |
| ЕС                   | 638,0  | 628,4  | 608,0  | 595,5  | 593,4  | 587,7  | 536,8  | 535,7  | 576,1  | 580,7  | 491,5  | 7,1 %  | 55                                         |
| Австралия            | 351,5  | 366,1  | 378,8  | 385,3  | 399,0  | 401,5  | 409,2  | 423,9  | 415,5  | 431,2  | 644,0  | 6,2 %  | 186                                        |
| Индонезия            | 114,3  | 132,4  | 146,9  | 195,0  | 217,4  | 229,5  | 252,5  | 305,9  | 324,9  | 386,0  | 458,0  | 7,2 %  | 17                                         |
| Россия               | 276,7  | 281,7  | 298,5  | 309,2  | 314,2  | 326,5  | 298,1  | 316,9  | 323,5  | 354,8  | 357,6  | 4,3 %  | 420                                        |
| ЮАР                  | 237,9  | 243,4  | 244,4  | 244,8  | 247,7  | 250,4  | 250,0  | 253,8  | 255,1  | 260,0  | 260,5  | 3,8 %  | 122                                        |
| Германия             | 204,9  | 207,8  | 202,8  | 197,2  | 201,9  | 192,4  | 183,7  | 182,3  | 188,6  | 196,2  | 185,8  | 1,1 %  | 37                                         |
| Польша               | 163,8  | 162,4  | 159,5  | 156,1  | 145,9  | 143,9  | 135,1  | 133,2  | 139,2  | 144,1  | 137,1  | 1,4 %  | 56                                         |
| Казахстан            | 84,9   | 86,9   | 86,6   | 96,2   | 97,8   | 111,1  | 101,5  | 110,8  | 115,6  | 116,4  | 108,7  | 1,4 %  | 308                                        |
| Мировое производство | 5187,6 | 5585,3 | 5886,7 | 6195,1 | 6421,2 | 6781,2 | 6940,6 | 7273,3 | 7995,4 | 7864,7 | 8164,9 | 100 %  | 119                                        |

На начало 2020-х имеется крайне высокая неопределенность относительно перспектив международного угольного рынка: снижение спроса на уголь в экономике ЕС будет компенсироваться ростом объема импорта в странах Южной и Юго-Восточной Азии (где будет увеличиваться потребность в высококачественных углях), а также в странах Ближнего Востока и Африки. Объёмы торговли и цены на рынке будут зависеть прежде всего от политических решений, которые будут приняты в отношении потребления угля Китаем и Индией: в Китае и развитых странах Азии (Япония, Южная Корея) возможна стабилизация объемов импорта угля. Однако, ввиду того что ряд производителей по разным причинам в дальнейшем планируют сокращать свои объемы экспорта (Колумбия, в перспективе до 2030 года, исчерпает основные месторождения, а Индонезия будет вынуждена перенаправить часть экспортного угля на удовлетворение внутреннего спроса), основными поставщиками угля на мировой рынок останутся Австралия и Россия.

### Россия
В странах бывшего СССР одним из известных месторождений угля является Донбасс (Россия) и Кузбасс (Россия).
В 1990-х добыча угля в России неуклонно снижалась, упав к 1998 году почти на 1/3. 
С 2001 года наметился рост (исключая спад в 2009 году). 
В 2008 в России добыто 329 млн тонн угля.
В 2010-е годы Россия увеличивала объем добычи угля примерно на 20 млн т в год. В 2020 году потребление угля в России выросло до 180 млн т, а на экспорт было направлено 210 млн т. Согласно программе стратегии развития, которую готовится, к 2035 году РФ может стать крупнейшим экспортером на угольном рынке. 
Крупнейшие российские производители угля 
В 2004 году добыча составляла:
- СУЭК — 74,5 млн тонн.
- Кузбассразрезуголь — 39,3 млн тонн.
- Южкузбассуголь — 18,1 млн тонн.
- Южный Кузбасс — 15,6 млн тонн.

В 2015 году добыча угля составляла
- Кузбассразрезуголь — 48 млн тонн
- СУЭК-Кузбасс — 30 млн тонн
- Бородинский разрез — 19 млн тонн
- Воркутауголь — 14 млн тонн
- Тугнуйский разрез — 14 млн тонн
- СУЭК-Хакасия — 13 млн тонн
- Востсибуголь — 12 млн тонн
- Распадская — 11 млн тонн
- Южкузбассуголь — 11 млн тонн
- Южный Кузбасс — 10 млн тонн

- ГЕОГРАФИЯ ПРЕДСТАВИТЕЛЬСТВА ОБЩЕРОССИЙСКОГО ОТРАСЛЕВОГО ОБЪЕДИНЕНИЯ РАБОТОДАТЕЛЕЙ УГОЛЬНОЙ ПРОМЫШЛЕННОСТИ (ОООРУП) -Росуглепроф

По данным Министерства энергетики РФ в 2014 году добыча осуществлялась 89 шахтами и 107 разрезами . Добыто 358 млн тонн угля.
Внутреннее потребление - энергетического угля -140 млн тонн, коксующегося угля -38 млн тонн.
- Угольные предприятия России расположены в 7 федеральных округах.

### Украина
| Угольная промышленность на Украине, млн т | Угольная промышленность на Украине, млн т | Угольная промышленность на Украине, млн т | Угольная промышленность на Украине, млн т | Угольная промышленность на Украине, млн т | Угольная промышленность на Украине, млн т | Угольная промышленность на Украине, млн т | Угольная промышленность на Украине, млн т | Угольная промышленность на Украине, млн т | Угольная промышленность на Украине, млн т |
| год                                       | 1880                                      | 1890                                      | 1900                                      | 1910                                      | 1913                                      | 1920                                      | 1925                                      | 1929                                      | 1935                                      |
| ----------------------------------------- | ----------------------------------------- | ----------------------------------------- | ----------------------------------------- | ----------------------------------------- | ----------------------------------------- | ----------------------------------------- | ----------------------------------------- | ----------------------------------------- | ----------------------------------------- |
| угля, млн т                               | 1,3                                       | 2,9                                       | 10,7                                      | 16,3                                      | 23,5                                      | 4,1                                       | 18,2                                      | 30,5                                      | 59,7                                      |
| год                                       | 1940                                      | 1945                                      | 1950                                      | 1955                                      | 1959                                      | 1961                                      | 1963                                      | 1965                                      | 1967                                      |
| угля, млн т                               | 83,3                                      | 30,1                                      | 76,4                                      | 116,3                                     | 167,3                                     | 171,5                                     | 179,7                                     | 194,3                                     | 199,0                                     |
| год                                       | 1969                                      | 1971                                      | 1973                                      | 1975                                      | 1976                                      | 1977                                      | 1979                                      | 1981                                      | 1983                                      |
| угля, млн т                               | 204,4                                     | 209,4                                     | 212,6                                     | 215,7                                     | 218,1                                     | 217,2                                     | 204,7                                     | 191,1                                     | 190,9                                     |
| год                                       | 1985                                      | 1987                                      | 1990                                      | 1996                                      | 1999                                      | 2000                                      | 2001                                      | 2002                                      | 2003                                      |
| угля, млн т                               | 189                                       | 191,9                                     | 164,8                                     | 75,4                                      | 81                                        | 81,1                                      | 83,4                                      | 81,8                                      | 80,2                                      |
| год                                       | 2004                                      | 2005                                      | 2006                                      | 2007                                      | 2008                                      | 2009                                      | 2010                                      | 2011                                      | 2012                                      |
| угля, млн т                               | 81,3                                      | 78,8                                      | 80,2                                      | 76,8                                      | 79,5                                      | 73,8                                      | 75,2                                      | 81,9                                      | 85,9                                      |
| год                                       | 2013                                      | 2014                                      | 2015                                      | 2016                                      | 2017                                      | 2018                                      |                                           |                                           |                                           |
| угля, млн т                               | 83,6                                      | 65                                        | 39,8                                      |                                           |                                           |                                           |                                           |                                           |                                           |

## Экологический аспект
Сжигание угля вносит заметный вклад в глобальное потепление. Существует мнение, что для того, чтобы избежать опасных климатических изменений, необходимо запретить добычу некоторой части углеводородов. В особенности, это касается угля. В числе стран, которым следует полностью отказаться от угледобычи называются Китай, Россия и США.